# Proteuxoa niphosticta
Proteuxoa niphosticta är en fjärilsart som beskrevs av Turner 1926. Proteuxoa niphosticta ingår i släktet Proteuxoa och familjen nattflyn. Inga underarter finns listade i Catalogue of Life.